# حيدر الثنيان
حيدر يعقوب الثنيان مواليد 1 فبراير 1988 في ، السعودية، هو لاعب كرة قدم سعودي يلعب حالياً في نادي النعيرية.

## مسيرة اللاعب
لعب في نادي الصفا ونادي الترجي ونادي النور ونادي النعيرية.